# Наумов, Максим Владимирович
Максим Владимирович Наумов (родился 5 августа 1970 года) — советский и российский футболист, защитник.

## Карьера
Воспитанник московского «Динамо». В 1987—1988 годах играл за вторую команду «бело-голубых». В 1989 и 1991 годах играл за любительский клуб «Прометей». В 1992 году перешёл в «Динамо-Газовик», игравший в высшей лиге. 29 марта 1992 года в матче против камышинского «Текстильщика» дебютировал в чемпионате России. По итогам сезона 1992 клуб вылетела в первую лигу. В следующем сезоне помог команде вернуться в высшую лигу, сыграв два матча в переходном турнире. В последующие два сезона сыграл в чемпионате России 20 матчей, после чего завершил профессиональную карьеру.